# Sea Grill
Sea Grill is een restaurant met twee Michelinsterren in het centrum van Brussel, sinds juli 2010 uitgebaat door chef-kok Yves Mattagne.

## Geschiedenis
Sea Grill was tot juli 2010 het restaurant van het SAS-hotel en het personeel van dat restaurant was in dienst van de hotelketen. Het restaurant opende in januari 1990 in het hotel. Chef Yves Mattagne en maître Marc Meeremans waren jaren samen verantwoordelijk voor de gang van zaken in dit restaurant.
Het restaurant is altijd gespecialiseerd geweest in vis- en schaaldieren. Beroemd is het gerecht Homard à la presse waarvoor een speciale pers van het zilvermerk Christofle nodig is; van die pers bestaan maar vijf exemplaren. Dit gerecht wordt aan tafel bereid nadat de gast zelf een verse kreeft uit het homarium gekozen heeft. Wie dit gerecht neemt, krijgt na afloop een bewijs met het opvolgende nummer van de gegeten kreeft dat correspondeert met het nummer uit het Livre d'Or dat door de gast getekend wordt.
Een van de vijf exemplaren van de pers staat ook in het Christofle-museum, een ander exemplaar staat in het Parijse restaurant van Jacques Le Divellec, leermeester van chef Mattagne, en voor wie de kreeftenpers gecreëerd werd.

## Chef-kok Yves Mattagne
Toen het hotel in andere handen overging, besloot de chef het beheer van het restaurant over te nemen; Meeremans besloot niet mee te gaan. In dit restaurant is hij al chef sinds januari 1990. In 1991 behaalde hij er zijn eerste Michelinster, in 1997 zijn tweede. Al jaren heeft hij de ambitie voor een derde Michelinster, maar die is tot nu toe nog niet gevallen. In september 2011 onthulde de voormalige chef-inspecteur van Michelin Benelux waarom hij niet tot de toekenning van een derde ster kon overgaan; het restaurant wordt er overigens niet bij name genoemd, maar voor kenners is het duidelijk dat het om dit restaurant gaat.